# Türkische Währungs- und Schuldenkrise 2018

Euro/Lira-Wechselkurs seit Januar 2018: Die senkrechten Linien markieren jeweils den Montag einer Kalenderwoche. Der Lira-Wertverlust gegenüber dem Euro beschleunigte sich Anfang August 2018 und erreichte dabei knapp die Marke von 8 Lira pro Euro. Seit Ende August erholt sich die Lira.

Die Türkische Währungs- und Schuldenkrise 2018 (türkisch Türkiye döviz ve borç krizi; auch Türkei-Krise oder Lira-Krise) ist eine Finanz- und Wirtschaftskrise in der Türkei. Sie zeichnet sich insbesondere durch eine Abwertung der Türkischen Lira (TRY), hohe Inflationsraten und Fremdkapitalkosten und entsprechende Kreditausfälle aus. Als Ursachen der Krise gelten das hohe Leistungsbilanzdefizit der türkischen Wirtschaft und private Fremdwährungsschulden sowie die umstrittene Zinspolitik. Einige Analysten sehen auch Zusammenhänge zwischen der Krise und den diplomatischen Spannungen von USA und der Türkei.
Während sich die Krise anfangs durch eine sukzessive Abwertung der Währung abzeichnete, waren spätere Stadien von Zahlungsausfällen und schließlich von einer Kontraktion des Wirtschaftswachstums gekennzeichnet. Die Krise mündete in der Stagflation. Sie beendete eine Periode des sich überhitzenden Wachstums, welche größtenteils auf einer – durch großzügige Staatsausgaben und günstige Kredite – angetriebenen Phase verstärkter Bautätigkeit in der Türkei beruhten. Ab Ende August erholte sich die Lira wieder; im November 2018 fiel der Eurokurs erstmals wieder unter sechs Lira. Die Parität entsprach somit wieder dem Niveau von Ende Juli 2018.

## Ursachen

### Leistungsbilanzdefizit und Fremdwährungsschulden

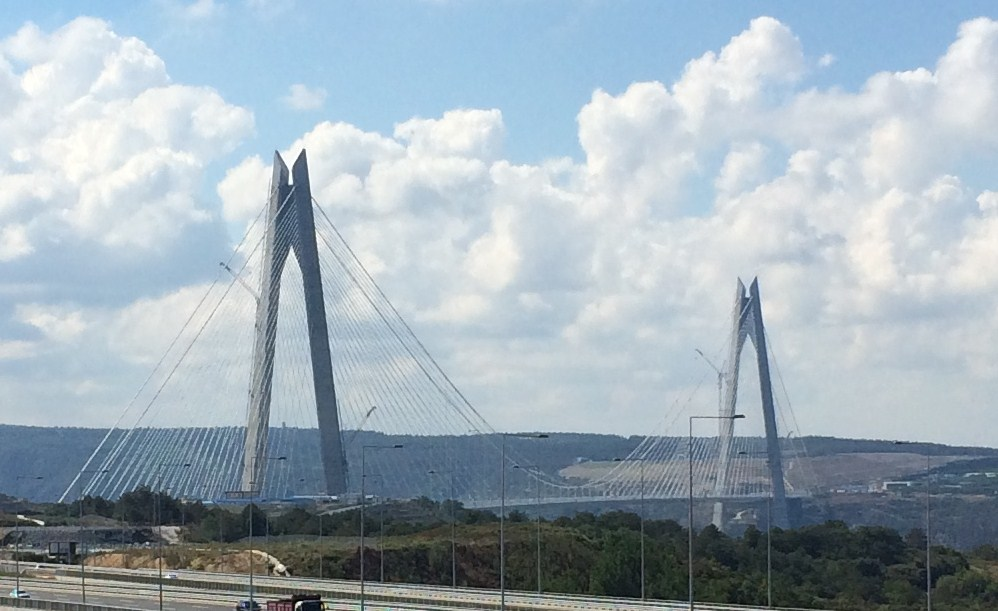
Das bisherige Wirtschaftswachstum war durch fiskalische und monetäre Impulse für die Bauindustrie geführt worden, was zu einem enormen Rückstau an nicht verkauften neuen Häusern führte. Großprojekte wie die Yavuz-Sultan-Selim-Brücke sind als unrentabel kritisiert worden.

Ein seit langer Zeit bestehendes Merkmal der türkischen Wirtschaft ist ihre niedrige Sparquote. 2016 waren es 33,1 Milliarden US-Dollar und 2017 47,3 Milliarden US-Dollar. 
Die türkische Wirtschaft verließ sich lange auf Kapitalzuflüsse, um den Fehlbetrag im privaten Sektor zu finanzieren, wobei die türkischen Banken und großen Unternehmen hohe Kredite aufnehmen mussten; oft in Fremdwährungen. Die Türkei muss hohe Summen aufbringen, um ihr breites Leistungsbilanzdefizit und ihre fortschreitende Verschuldung zu finanzieren. Hierbei besteht immer das Risiko, dass die Zuflüsse austrocknen. 
Bei der Parlamentswahl in der Türkei am 3. November 2002 wurde die AKP mit 34,3 % der abgegebenen Stimmen stärkste Partei; die CHP erhielt 19,4 %. Wegen der außergewöhnlich hohen Hürde von 10 % kamen nur AKP und CHP ins Parlament; die AKP hatte 66 % der Abgeordnetensitze und Erdoğan wurde Ministerpräsident. 
Auch die Wirtschaftspolitik wird seitdem maßgeblich von Erdoğan gesteuert. Insbesondere ab 2008 wurden Schwerpunkte auf die Bauwirtschaft, staatlich vergebene Aufträge und Fördermaßnahmen gelegt; Bildung, Forschung und Entwicklung wurden dagegen vernachlässigt. 
Die Investitionszuflüsse waren bereits in der Zeit vor 2018 zurückgegangen. Es gab politische Meinungsverschiedenheiten mit Ländern, die wichtige Quellen für solche Zuflüsse waren, etwa Deutschland, Frankreich und die Niederlande. Die politische Instabilität der Türkei nach dem Putschversuch Mitte 2016 schreckte viele ausländische Investoren ab. Ein weiterer Faktor war die Sorge um den sinkenden Wechselkurs der Lira. Die Investitionszuflüsse waren ebenfalls rückläufig, weil Erdoğans Autoritarismus die freie und sachliche Berichterstattung von Finanzanalysten in der Türkei unterdrückt.
Bis Ende 2017 hatten sich die Fremdwährungsschulden der Unternehmen in der Türkei seit 2009 mehr als verdoppelt.

## Verlauf

### Jahresende 2017
Als Beginn der Krise gilt das Jahresende 2017. Hier stieg die Inflationsrate auf circa 13 % und war damit so hoch wie seit der Finanzkrise ab 2007 nicht mehr. Anfangs kam es nur zu einer leichten Abwertung der Lira, später fiel der Kurs rasanter. Als entscheidender Grund für den immer stärkeren Verfall der Währung wird die Weigerung Erdoğans ausgemacht, die Leitzinsen durch die türkische Zentralbank anheben zu lassen. Solche Eingriffe in die Finanzpolitik sind Erdoğan möglich, weil im Zuge der Maßnahmen nach dem Putschversuch in der Türkei 2016 dessen politischer Einfluss wuchs.  

### Ab Mai 2018
Ab Mai 2018 beschleunigte sich der Währungsverfall der Lira, nachdem die Marke von fünf Lira pro Euro überschritten war. Die türkische Zentralbank erhöhte die Leitzinsen von 13,5 % auf 16,5 %. Erdoğan beschloss angesichts der sich verschlechternden wirtschaftlichen Lage, die für 2019 geplanten Wahlen auf Juni 2018 vorzuverlegen. Die Präsidentschafts- und Parlamentswahlen wurden zwar deutlich von Erdoğans regierender AKP gewonnen, die damit über eine deutliche parlamentarische Mehrheit verfügte. Der Wechselkurs der Lira fiel weiter. Erdoğans Äußerung, man würde „Zinsen [in der Türkei] in nächster Zeit [...] fallen sehen“, trug zu einer massiven Flucht aus der Lira bei.

### Ab August 2018
Die Strafzölle der US-Regierung unter Präsident Donald Trump, die im Zuge der Verhaftung des US-amerikanischen Pastors Andrew Brunson in der Türkei verhängt wurden, führten abermals zu einem Wertverfall der Lira. Die Inflationsrate stieg im August auf 18 %. Seinen bisherigen Höhepunkt erreichten die Lira-Verkäufe von Investoren am 10. August 2018, als die türkische Währung 19 Prozent ihres Wertes gegenüber dem US-Dollar verlor. Für einen Euro wurden zu dieser Zeit beinahe acht Lira ausgezahlt. Die Krise beruhigte sich kurzzeitig, nachdem die Zentralbank den heimischen Banken Not-Liquidität zur Verfügung stellte, der türkische Finanzminister Mehmet Şimşek auf die Unabhängigkeit der Zentralbank verwies und Katar rund 15 Milliarden US-Dollar in die Türkei investierte. Kurz darauf wurde der Handel mit der Lira für eine Woche pausiert, um weitere Kursverluste zu verhindern. Diese Maßnahme erwies sich allerdings als wirkungslos; die Währung fiel nach der Handelsfreigabe beinahe auf den Tiefstand vom 10. August zurück. Anfang September kam es erstmals zu einer Stabilisierung der Währung.
Der Kurs der Lira normalisierte sich ab September wieder. Nichtsdestotrotz prognostizierte die Organisation für wirtschaftliche Zusammenarbeit und Entwicklung (OECD) für 2019 ein Schrumpfen der türkischen Wirtschaft; so sollte das Bruttoinlandsprodukt um 0,4 % zurückgehen, nachdem es 2018 um 4,41 % gestiegen war.

## Trivia
Im Jahr 2019 wurden Wirtschaftsjournalisten in der Türkei angeklagt, weil sie im Jahr 2018 den Wertverlust der Lira zum US-Dollar von sieben auf zehn prognostiziert hatten. Insgesamt wurden 38 Personen in diesem Zusammenhang wegen „provokativer Beiträge“ angeklagt. Zu einem ursprünglich im November 2021 geplanten Prozesstag war der Richter nicht erschienen. Wenige Tage zuvor war der Wert der Lira auf ein neues Rekordtief, das die Prognosen der Angeklagten noch übertraf, gesunken.